# 接龙乡 (临武县)
接龙乡原属湖南省临武县所辖乡；2012年4月撤销。原水东乡、接龙乡成建制合并，设立水东镇。以原水东乡、接龙乡的行政区域为新设水东镇的行政区域，水东镇辖14个建制村，总面积69.10平方公里，总人口1.84万人，镇人民政府驻深渡（原水东乡人民政府驻地）。 接龙乡撤销前行政区划代码431025207；下辖天堂坪村、茅金坪村、斗水坪村、黄泥坪村、神山村、桃竹村共计6个行政村。